# Puchar Austrii w piłce nożnej (2011/2012)
Puchar Austrii w piłce nożnej (2011/2012) (ÖFB Samsung-Cup) był 78. edycją krajowego, dorocznego Pucharu Austrii w piłce nożnej. Rozpoczął się od rundy wstępnej dnia 15 lipca 2011 roku, a skończył finałem 20 maja 2012 roku. Po raz pierwszy w historii zdobywcą pucharu został zespół Red Bull Salzburg.

## Runda wstępna
Losowanie odbyło się 6 lipca 2011 na Ernst-Happel-Stadion w Wiedniu. Do rozgrywek przystąpiło 66 amatorskich drużyn z lig regionalnych. Mecze odbyły się w dniach 15-24 lipca 2011.
| Drużyna 1         | Wynik           | Drużyna 2               |
| ----------------- | --------------- | ----------------------- |
| 15 lipca 2011     |                 |                         |
| Kapfenberg B      | 2–0             | Voitsberg               |
| 18 lipca 2011     |                 |                         |
| ATSV Wolfsberg    | 1–0             | Bleiburg                |
| 22 lipca 2011     |                 |                         |
| Sollenau          | 3–1             | Mistelbach              |
| Donau Linz        | 2–1             | Bad Schallerbach        |
| FAC               | 1–2             | Post SV                 |
| FC Gratkorn       | 4–2             | GAK                     |
| Austria Wiedeń B  | 4–0             | 1.Simmeringer SC        |
| Zwettel           | 0–4             | Admira Wacker Mödling B |
| Sturm Graz B      | 5–1             | Frohnleiten             |
| Vorwärts Steyr    | 2–1             | Sierning                |
| Amstetten         | 2–0             | Horn                    |
| Hall              | 0–2             | Kundl                   |
| Schwechat         | 0–1             | Rapid Wiedeń B          |
| St.Johann         | 1–2             | Neumarkt                |
| Vöcklamarkt       | 4–0             | Neuhof-I./SV Ried       |
| Allerheiligen     | 2–0             | Gleinstätten            |
| Baumgarten        | 3–2             | Klingenbach             |
| SV Stegersbach    | 4–2             | Kohfidisch              |
| Götzendorf        | 4–1             | SC Neusiedl am See 1919 |
| 23 lipca 2011     |                 |                         |
| Bad Vöslau        | 3–0             | SKN St. Pölten Amatorzy |
| Drautal           | 3–6             | Austria Kärnten         |
| SAK Klagenfurt    | 3–0             | Treibach                |
| Admira Landhaus   | 1–4             | Wiener SK               |
| Retz              | 3–1             | SK Schwadorf            |
| Austria Salzburg  | 2–0             | Anif                    |
| Grödig            | 2–1             | FC Kufstein             |
| Reichenau         | 5–1             | Wacker Innsbruck B      |
| Union Innsbruck   | 4–1             | Rheindorf Altach B      |
| FC Hard           | 2–3             | Bregenz                 |
| Gleisdorf         | 1–3             | Leoben                  |
| Union St. Florian | 2–0*            | FC Wels                 |
| Stinatz           | 2–2* 7–5 (kar.) | Ritzing                 |
| 24 lipca 2011     |                 |                         |
| LASK Linz Juniors | 1–1* 6–5 (kar.) | FC Pasching             |

* - dogrywka

## Pierwsza runda
Losowanie odbyło się 25 lipca 2011. Zwycięzcy rundy wstępnej zostali rozlosowani z zespołami z pierwszych trzech lig austriackich. Mecze odbyły się w dniach 5-7 sierpnia 2011.
| Drużyna 1               | Wynik           | Drużyna 2             |
| ----------------------- | --------------- | --------------------- |
| 5 sierpnia 2011         |                 |                       |
| Wiener SK               | 1–2             | Bad Vöslau            |
| Allerheiligen           | 1–0             | Vöcklamarkt           |
| Dornbirn                | 4–0             | Stegersbach           |
| Post SV                 | 0–3             | Kapfenberger SV       |
| Amstetten               | 4–1             | Schwaz                |
| Donau Linz              | 0–3             | SV Grödig             |
| ATSV Wolfsberg          | 1–2             | Wolfsberger AC        |
| DSV Leoben              | 2–3             | FC Lustenau           |
| Austria Wiedeń B        | 4–0             | First Vienna          |
| Götzendorf              | 3–2             | SKN St. Pölten        |
| Rapid Wiedeń B          | 1–0             | SC Wiener Neustadt    |
| Kundl                   | 0–3             | TSV Hartberg          |
| Sturm Graz B            | 2–5*            | LASK Linz             |
| 6 sierpnia 2011         |                 |                       |
| Red Bull Salzburg B     | 5–0             | SC Brunn am Gebirge   |
| WSG Wattens             | 2–2* 3–5 (kar.) | St.Margarethen        |
| Union Innsbruck         | 3–2             | Grieskirchen          |
| SC Weiz                 | 5–1             | Neumarkt              |
| Parndorf                | 3–0             | Austria Salzburg      |
| LASK Linz B             | 0–7             | Rapid Wiedeń          |
| SAK Klagenfurt          | 3–1             | Sollenau              |
| Stinatz                 | 1–3             | FC Blau-Weiß Linz     |
| SC Hellas Kagran        | 0–4             | Wacker Innsbruck      |
| SV Kapfenberg B         | 1–3             | SV Mattersburg        |
| SC Bregenz              | 0–2             | Austria Kärnten       |
| Vorwärts Steyr          | 1–6             | Admira Wacker Mödling |
| SV Grödig B             | 0–4             | Sturm Graz            |
| Union St.Florian        | 2–0             | SC Rheindorf Altach   |
| 7 sierpnia 2011         |                 |                       |
| Gratkorn                | 0–3             | SV Ried               |
| Admira Wacker Mödling B | 1–3             | Austria Wiedeń        |
| Reichenau               | 0–0* 4–1 (kar.) | Austria Klagenfurt    |
| Villach                 | 4–2             | SC Retz               |
| Baumgarten              | 0–3             | Red Bull Salzburg     |

* - dogrywka

## Druga runda
Mecze rozegrano od 20 do 21 września 2011.
| Drużyna 1           | Wynik             | Drużyna 2             |
| ------------------- | ----------------- | --------------------- |
| 20 września 2011    |                   |                       |
| Union Innsbruck     | 0 – 7             | Austria Lustenau      |
| Rapid Wiedeń B      | 4 – 2             | Wolfsberger AC        |
| Austria Wiedeń B    | 0 – 5             | LASK Linz             |
| Dornbirn            | 0 – 2             | SV Grödig             |
| Parndorf            | 0 – 1             | Admira Wacker Mödling |
| Union St.Florian    | 0 – 2             | FC Blau-Weiß Linz     |
| Villach             | 1 – 2             | TSV Hartberg          |
| Götzendorf          | 2 – 3             | SV Ried               |
| Amstetten           | 2 – 4             | FC Lustenau           |
| 21 września 2011    |                   |                       |
| Red Bull Salzburg B | 1 – 1* 6–5 (kar.) | SV Mattersburg        |
| Bad Vöslau          | 1 – 4             | Rapid Wiedeń          |
| SAK Klagenfurt      | 0 – 4             | Red Bull Salzburg     |
| Reichenau           | 2 – 1             | Kapfenberg            |
| SC Weiz             | 0 – 4             | Sturm Graz            |
| Allerheiligen       | 1 – 3             | Austria Wiedeń        |
| St.Margarethen      | 0 – 3             | Wacker Innsbruck      |

* - dogrywka

## Trzecia runda
Mecze rozegrano od 25 do 26 października 2011.
| Drużyna 1            | Wynik  | Drużyna 2             |
| -------------------- | ------ | --------------------- |
| 25 października 2011 |        |                       |
| Wacker Innsbruck     | 0 − 1  | SV Grödig             |
| Red Bull Salzburg B  | 3 − 1  | FC Blau-Weiß Linz     |
| Austria Lustenau     | 4 − 1  | FC Lustenau           |
| Rapid Wiedeń         | 1 − 2* | SV Ried               |
| 26 października 2011 |        |                       |
| Reichenau            | 0 − 2  | Austria Wiedeń        |
| Red Bull Salzburg    | 2 − 1  | LASK Linz             |
| Sturm Graz           | 3 − 1  | Admira Wacker Mödling |
| Rapid Wiedeń B       | 0 − 2  | TSV Hartberg          |

* - dogrywka

## Ćwierćfinały
Mecze rozegrano w dniach 10-11 kwietnia 2012 roku. W jednym z meczów ćwierćfinałowych zmierzyły się ze sobą dwie drużyny tego samego klubu Red Bull Salzburg. Zwyciężyła pierwsza drużyna, pokonując rezerwy 4-1.
| Data       | Liga                                                                | Liga                                                                | Liga                                                                | Gospodarze | | Goście | Wynik |
| ---------- | ------------------------------------------------------------------- | ------------------------------------------------------------------- | ------------------------------------------------------------------- | --- | --- | --- | --- |
| 10.04.2012 | EL                                                                  | –                                                                   | BL                                                                  | SV Grödig | – | SV Ried | 2:3 (2:1) |
|            | Bramki:                                                             | Bramki:                                                             | Bramki:                                                             | 0:1 (11.) Meilinger, 1:1 (30.) Viana, 2:1 (42.) Schubert, 2:2 (73.) Robert Žulj, 2:3 (77.) Meilinger.                        | 0:1 (11.) Meilinger, 1:1 (30.) Viana, 2:1 (42.) Schubert, 2:2 (73.) Robert Žulj, 2:3 (77.) Meilinger.                        | 0:1 (11.) Meilinger, 1:1 (30.) Viana, 2:1 (42.) Schubert, 2:2 (73.) Robert Žulj, 2:3 (77.) Meilinger.                        | 0:1 (11.) Meilinger, 1:1 (30.) Viana, 2:1 (42.) Schubert, 2:2 (73.) Robert Žulj, 2:3 (77.) Meilinger.                        |
| 11.04.2012 | EL                                                                  | –                                                                   | BL                                                                  | Austria Lustenau | – | Austria Wiedeń | 1:2 (0:2) |
|            | Bramki:                                                             | Bramki:                                                             | Bramki:                                                             | 0:1 (8.) Jun, 0:2 (42.) Ortlechner, 1:2 (65.) Zwischenbrugger.                                                               | 0:1 (8.) Jun, 0:2 (42.) Ortlechner, 1:2 (65.) Zwischenbrugger.                                                               | 0:1 (8.) Jun, 0:2 (42.) Ortlechner, 1:2 (65.) Zwischenbrugger.                                                               | 0:1 (8.) Jun, 0:2 (42.) Ortlechner, 1:2 (65.) Zwischenbrugger.                                                               |
| 11.04.2012 | BL                                                                  | –                                                                   | RL                                                                  | Red Bull Salzburg | – | Red Bull Salzburg B | 4:1 (1:1) |
|            | Bramki:                                                             | Bramki:                                                             | Bramki:                                                             | 0:1 (37.) Krenn, 1:1 (44.) Soriano, 2:1 (74.) Sekagya, 3:1 (77.) Teigl, 4:1 (82.) Soriano.                                   | 0:1 (37.) Krenn, 1:1 (44.) Soriano, 2:1 (74.) Sekagya, 3:1 (77.) Teigl, 4:1 (82.) Soriano.                                   | 0:1 (37.) Krenn, 1:1 (44.) Soriano, 2:1 (74.) Sekagya, 3:1 (77.) Teigl, 4:1 (82.) Soriano.                                   | 0:1 (37.) Krenn, 1:1 (44.) Soriano, 2:1 (74.) Sekagya, 3:1 (77.) Teigl, 4:1 (82.) Soriano.                                   |
| 11.04.2012 | BL                                                                  | –                                                                   | EL                                                                  | SK Sturm Graz | – | TSV Hartberg | 2:2 (1:2) – 2:4* |
|            | Torschützen:                                                        | Torschützen:                                                        | Torschützen:                                                        | 0:1 (32.) Prietl, 1:1 (45.) Kainz, 1:2 (45. +1) Rakowitz, 2:2 (68.) Kainz, 2:3 (112., Elfmeter) Mössner, 2:4 (120.) Ismaili. | 0:1 (32.) Prietl, 1:1 (45.) Kainz, 1:2 (45. +1) Rakowitz, 2:2 (68.) Kainz, 2:3 (112., Elfmeter) Mössner, 2:4 (120.) Ismaili. | 0:1 (32.) Prietl, 1:1 (45.) Kainz, 1:2 (45. +1) Rakowitz, 2:2 (68.) Kainz, 2:3 (112., Elfmeter) Mössner, 2:4 (120.) Ismaili. | 0:1 (32.) Prietl, 1:1 (45.) Kainz, 1:2 (45. +1) Rakowitz, 2:2 (68.) Kainz, 2:3 (112., Elfmeter) Mössner, 2:4 (120.) Ismaili. |
| Legenda:   | BL - Bundesliga– EL - Erste Liga– RL - Regionalliga * = po dogrywce | BL - Bundesliga– EL - Erste Liga– RL - Regionalliga * = po dogrywce | BL - Bundesliga– EL - Erste Liga– RL - Regionalliga * = po dogrywce | BL - Bundesliga– EL - Erste Liga– RL - Regionalliga * = po dogrywce                                                          | BL - Bundesliga– EL - Erste Liga– RL - Regionalliga * = po dogrywce                                                          | BL - Bundesliga– EL - Erste Liga– RL - Regionalliga * = po dogrywce                                                          | BL - Bundesliga– EL - Erste Liga– RL - Regionalliga * = po dogrywce                                                          |

## Półfinały
Mecze rozegrano 1 i 2 maja 2012 roku. 
| Data       | Liga                                                | Liga                                                | Liga                                                | Gospodarze                                          |                                                     | Goście                                              | Wynik                                               |
| ---------- | --------------------------------------------------- | --------------------------------------------------- | --------------------------------------------------- | --------------------------------------------------- | --------------------------------------------------- | --------------------------------------------------- | --------------------------------------------------- |
| 01.05.2012 | EL                                                  | –                                                   | BL                                                  | TSV Hartberg                                        | –                                                   | Red Bull Salzburg                                   | 0:1 (0:0)                                           |
|            | Bramki:                                             | Bramki:                                             | Bramki:                                             | 0:1 (79.) Jantscher                                 | 0:1 (79.) Jantscher                                 | 0:1 (79.) Jantscher                                 | 0:1 (79.) Jantscher                                 |
| 02.05.2012 | BL                                                  | –                                                   | BL                                                  | SV Ried                                             | –                                                   | Austria Wiedeń                                      | 2:0 (1:0)                                           |
|            | Bramki:                                             | Bramki:                                             | Bramki:                                             | 1:0 (18.) Guillem, 2:0 (73.) Guillem                | 1:0 (18.) Guillem, 2:0 (73.) Guillem                | 1:0 (18.) Guillem, 2:0 (73.) Guillem                | 1:0 (18.) Guillem, 2:0 (73.) Guillem                |
| Legende:   | BL - Bundesliga– EL - Erste Liga– RL - Regionalliga | BL - Bundesliga– EL - Erste Liga– RL - Regionalliga | BL - Bundesliga– EL - Erste Liga– RL - Regionalliga | BL - Bundesliga– EL - Erste Liga– RL - Regionalliga | BL - Bundesliga– EL - Erste Liga– RL - Regionalliga | BL - Bundesliga– EL - Erste Liga– RL - Regionalliga | BL - Bundesliga– EL - Erste Liga– RL - Regionalliga |

## Mecz finałowy
| 20 maja 2012 15:00 BST | Red Bull Salzburg · Leonardo 10' (k.) · Schiemer 14' · Hierländer 90' | 3–0(0-0)Raport | SV Ried | Ernst-Happel-Stadion, Wiedeń Widzów: 16,000 Sędzia: Thomas Einwaller |
|                        |                                                                       |                |         |                                                                      |

|  |  |

| BR            | 33 | Alexander Walke         |     |         |     |
| OB            | 6  | Christian Schwegler     |     |         |     |
| OB            | 15 | Franz Schiemer          |     |         | 14' |
| OB            | 17 | Andreas Ulmer           |     | 46'     |     |
| OB            | 23 | Ibrahim Sekagya         | 16' |         |     |
| PO            | 4  | David Mendes da Silva   |     |         |     |
| PO            | 24 | Christoph Leitgeb       | 33' |         |     |
| PO            | 18 | Dušan Švento            |     |         |     |
| PO            | 9  | Stefan Maierhofer       |     | 73'     |     |
| NA            | 11 | Gonzalo Zárate          | 30' | 87'     |     |
| NA            | 30 | Leonardo Vitor Santiago | 58' | 10' (k) |     |
| Rezerwowi:    |    |                         |     |         |     |
| BR            | 1  | Eddie Gustafsson        |     |         |     |
| OB            | 36 | Martin Hinteregger      | 52' | 46'     |     |
| PO            | 22 | Stefan Hierländer       |     | 87'     | 90' |
| NA            | 10 | Cristiano da Silva      | 88' | 73'     |     |
| PO            | 21 | Rasmus Lindgren         |     |         |     |
| PO            | 14 | Jakob Jantscher         |     |         |     |
| NA            | 26 | Jonathan Soriano        |     |         |     |
| Menedżer:     |    |                         |     |         |     |
| Ricardo Moniz |    |                         |     |         |     |

| BR                 | 1  | Thomas Gebauer        |     |     |
| OB                 | 14 | Jan-Marc Riegler      |     |     |
| OB                 | 19 | Emanuel Schreiner     |     | 54' |
| OB                 | 28 | Thomas Reifeltshammer |     |     |
| OB                 | 16 | Marco Meilinger       |     | 41' |
| PO                 | 18 | Thomas Hinum          |     |     |
| PO                 | 20 | Anel Hadžić           | 72' |     |
| PO                 | 29 | Marcel Ziegl          | 28' |     |
| PO                 | 9  | Guillem Misut         |     | 70' |
| NA                 | 22 | Robert Žulj           | 47' |     |
| NA                 | 25 | Daniel Beichler       |     |     |
| Rezerwowi:         |    |                       |     |     |
| BR                 | 35 | Wolfgang Schober      |     |     |
| OB                 | 12 | Lukas Gabriel         |     |     |
| OB                 | 7  | Thomas Burghuber      |     |     |
| PO                 | 8  | Stefan Lexa           | 58' | 41' |
| PO                 | 11 | Nacho Rodríguez       |     |     |
| PO                 | 13 | Iván Carril           | 66' | 54' |
| PO                 | 17 | Nacho Casanova        |     | 70' |
| Menedżer:          |    |                       |     |     |
| Gerhard Schweitzer |    |                       |     |     |